# Jerzy Sudoł
Jerzy Zbigniew Sudoł (ur. 25 maja 1954 w Kolbuszowej) – polski polityk oraz samorządowiec. Od 2018 do 2024 starosta tarnobrzeski.

## Życiorys

### Działalność polityczna
Syn Marii i Bronisława. W wyborach samorządowych w 2010 z powodzeniem kandydował do samorządu powiatu tarnobrzeskiego. W wyborach samorządowych w 2018 z powodzeniem kandydował z ramienia KWW Forum Powiatu Tarnobrzeskiego do rady powiatu tarnobrzeskiego – otrzymał 417 głosów. 19 listopada tego samego roku objął stanowisko starosty tarnobrzeskiego.

### Wyróżnienia, odznaczenia, nagrody
- Odznaka Honorowa za Zasługi dla Samorządu Terytorialnego (2021)[4]